# Sensor de huella digital

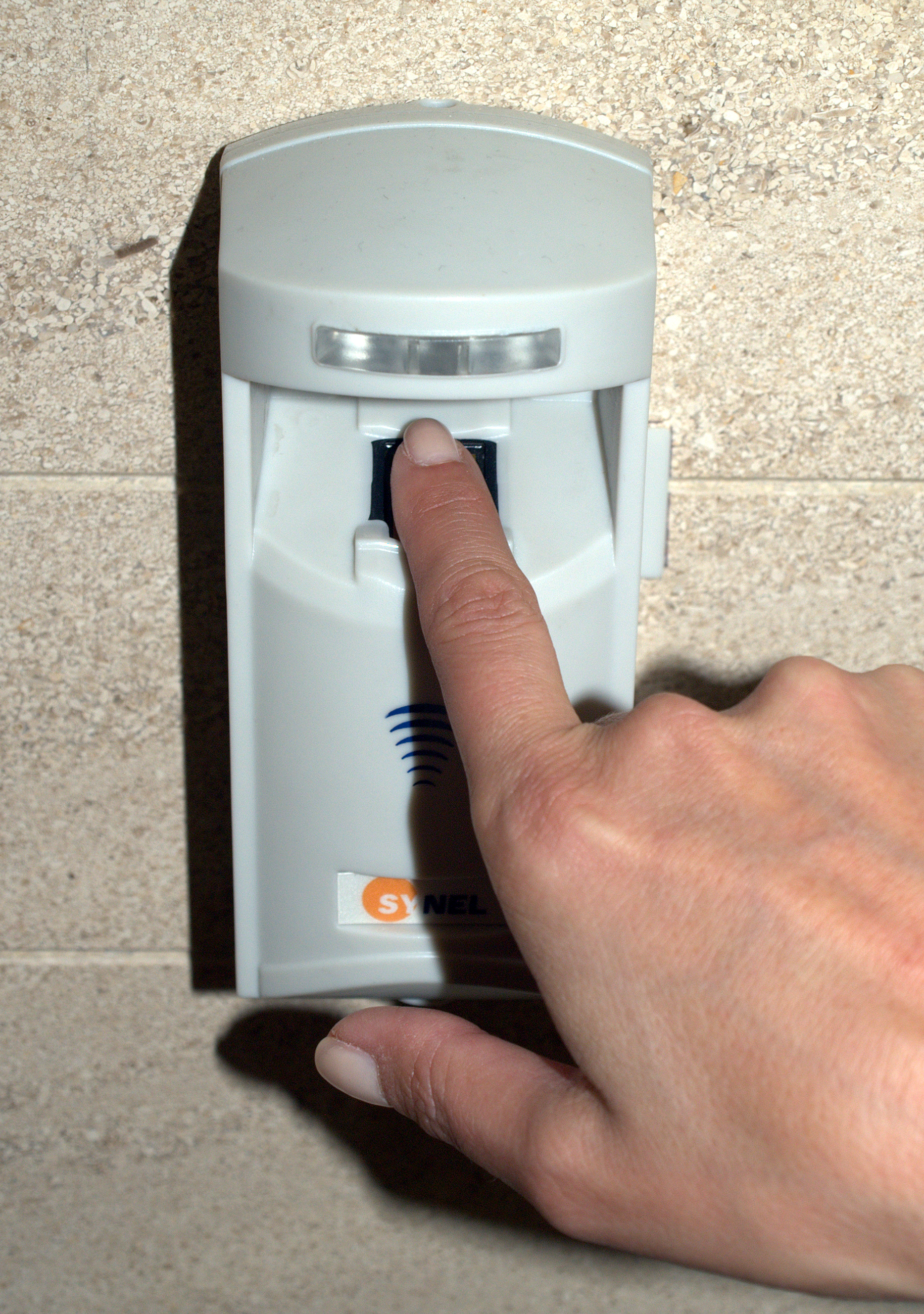
Un escáner de huellas digitales independiente, como el que se usa en la entrada de un edificio

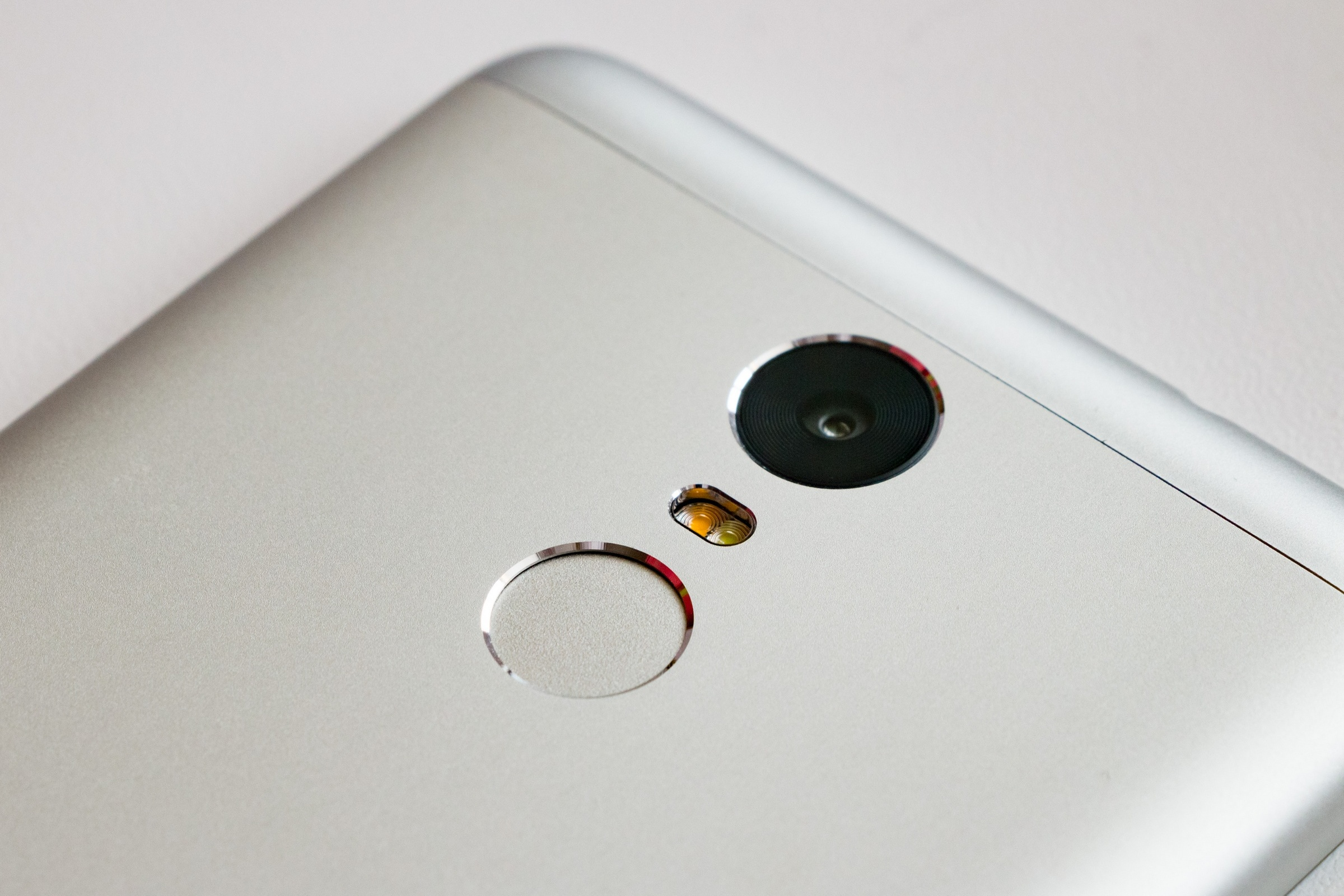
Lector de huella dactilar en un smartphone (bajo la cámara)

Un sensor de huella digital también conocido sensor de huella dactilar o lector de huella dactilar es un dispositivo que es capaz de leer, guardar e identificar las huellas dactilares generalmente del dedo pulgar, aunque la mayoría no tiene problemas en aceptar los demás dedos. Todos los sensores de huellas dactilares cuentan mínimamente con una pieza que es sensible al tacto. Estos dispositivos se han hecho populares a raíz de que los últimos teléfonos inteligentes, tabletas y dispositivos móviles en general han incorporado dicho sistema, pues es el que mayor seguridad aporta.
En la actualidad, las contraseñas proporcionan algo de protección, pero recordar y saber dónde están guardados los diferentes códigos de cada máquina es un problema en sí mismo. Con una tarjeta inteligente sucede algo similar: ya no tenemos que memorizar nada, pero si perdemos nuestra tarjeta no podremos hacer uso de las facilidades que brinda. 
Parecería lógico utilizar algún identificador que no se pudiese perder, cambiar o falsificar. Las técnicas de la biometría se aprovechan del hecho de que las características del cuerpo humano son únicas y fijas. Los rasgos faciales, el patrón del iris del ojo, los rasgos de la escritura, la huella dactilar, y otros muchos son los que se utilizan para estas funciones, incluyendo el ADN.

## Ópticos reflexivos
Se basan en la técnica más antigua, consiste en colocar el dedo sobre una superficie de cristal o un prisma que está iluminado por un diodo led. Cuando las crestas de las huellas del dedo tocan la superficie, la luz es absorbida, mientras que entre dichas crestas se produce una reflexión total. La luz resultante y las zonas de oscuridad son registradas en un sensor de imagen.
En la práctica existen algunas dificultades con esta técnica: las imágenes obtenidas con dedos húmedos y secos son muy diferentes y, además, el sistema es sensible al polvo y a la suciedad de la superficie. La unidad tiene un tamaño considerable, poco práctico y caro. Este sistema es fácil de engañar y si la piel está deteriorada o dañada, la huella no se reconoce correctamente. El reconocimiento de la huella dactilar de las personas mayores también es difícil de hacer ya que la piel no es lo suficientemente elástica. En algunas circunstancias esto puede producir un reconocimiento falso. Si la huella almacenada fue tomada con menos presión, se pueden producir aceptaciones falsas.
Esto se debe principalmente al tipo de huella que tenga la persona o usuario.

## Ópticos transmisivos
Esta técnica funciona sin contacto directo entre el dedo y la superficie del sensor. La luz pasa a través del dedo desde la cara de la uña, y al otro lado, mientras que una cámara toma una imagen directa de la huella dactilar. 
La humedad no produce ninguna dificultad. El sensor ve a través de la superficie de la piel sobre una superficie más profunda y produce una imagen multiespectral.
El uso de diferentes longitudes de onda para generar imágenes nos proporciona información de diferentes estructuras subcutáneas, indicación de que el objeto en cuestión es un dedo genuino. El uso de filtros polarizados ortogonales asegura que solamente la luz que tiene importancia a su paso bajo la piel es la que pasa, y bloquea la luz que se reflejaría directamente de la superficie. Solamente unos dedos artificiales muy precisos podrían tener la posibilidad de engañar a este sensor.

## Capacitivos
El sensor es un circuito integrado de silicio cuya superficie está cubierta por un gran número de elementos transductores (o píxeles), con una resolución típica de 500 dpi. Cada elemento contiene dos electrodos metálicos adyacentes. La capacidad entre los electrodos, que forma un camino de realimentación para un amplificador inversor, se reduce cuando el dedo se aplica sobre dicha superficie: se reduce más cuando detecta crestas y menos cuando detecta el espacio entre ellas
El sensor es susceptible a las descargas electrostáticas. Estos sensores sólo trabajan con pieles sanas normales, ya que no son operativos cuando se utilizan sobre pieles con zonas duras, callos o cicatrices. La humedad, la grasa o el polvo también pueden afectar a su funcionamiento.

## Mecánicos
Se trata de decenas de miles de diminutos transductores de presión que se montan sobre la superficie del sensor. Un diseño alternativo utiliza conmutadores que están cerrados cuando son presionados por una cresta, pero permanecen abiertos cuando están bajo un valle. Esto sólo proporciona un bit de información por píxel, en lugar de trabajar con una escala de grises.

## Térmicos
En este caso se detecta el calor conducido por el dedo, el cual es mayor cuando hay una cresta que cuando hay un valle. Se ha desarrollado un componente de silicio con una matriz de píxeles denominado "FingerChip", es decir, "circuito integrado dedo", cada uno de los cuales está cubierto con una capa de material piroeléctrico en el que un cambio de temperatura se traduce en un cambio en la distribución de carga de su superficie. La imagen está en la escala de grises que tiene la calidad adecuada incluso con el dedo desgastado, con suciedad, con grasa o con humedad. El sensor dispone de una capa protectora robusta y puede proporcionar una salida dinámica.

## Salida dinámica
La mayoría de los sensores descritos han sido alterados en el pasado. Para evitar esto, se ha añadido un nuevo modo de funcionamiento. En lugar de colocar sencillamente el dedo de forma estática sobre el sensor, el dedo se desplaza lentamente a lo largo del mismo. El sensor sólo dispone de una estrecha zona sensible, y genera una secuencia completa de imágenes, las cuales pueden ser re-ensambladas, mediante un procesador, en una imagen completa. Las prestaciones se mejoran de modo apreciable y se garantiza la eliminación de cualquier grasa residual.

## Formas de construcción
Existen dos formas de construcción: El escáner de huellas dactilares estancado y el escáner en movimiento. 

#### Estancado
El dedo debe arrastrase sobre el área de escaneo pequeña. Esto es más barato y menos confiable que en el escáner móvil. la imagen no es muy buena cuando el dedo no se arrastra regularmente sobre el área de escaneo. 

#### En movimiento
El dedo se encuentra en el área de escaneo, mientras que el escáner se ejecuta debajo. Debido a que el escáner se ejecuta regularmente sobre la huella digital, las imágenes son mejores. 

## Formas de uso

### Lectores independientes
Microsoft lanzó un lector de huellas dactilares incorporado en un IntelliMouse inalámbrico en 2005.

### Lectores integrados
Desde principios de 2000, algunas computadoras portátiles con soporte para PC Card pueden equiparse con lectores; por ejemplo, el Compaq Armada E500 puede equiparse opcionalmente con un lector de huellas dactilares externo desde el año 2000; Toshiba lanzó el módulo lector. IBM produjo computadoras portátiles con lectores integrados desde 2004.
El nombre comercial del reconocimiento electrónico de huellas dactilares de Apple, conocido como Touch ID, se introdujo en 2013 solo para teléfonos inteligentes, y la opción de computadora portátil se lanzó solo en 2016. La implementación se retrasó. hasta 2013 solo porque el escáner integrado con Panel táctil óptico fue patentado por RIM (Blackberry) en 2004. Blackberry produjo teléfonos inteligentes con lectores desde 2010: el primer modelo con esta característica fue la BlackBerry Curve 8520, un modelo económico.